# Polizeiruf 110: Schneewittchen
Schneewittchen ist ein Fernsehfilm aus der Krimireihe Polizeiruf 110. Der für den Mitteldeutschen Rundfunk (MDR) produzierte Film wurde am 12. Februar 2006 erstmals gesendet. Hauptkommissar Herbert Schmücke (Jaecki Schwarz) und Hauptkommissar Herbert Schneider (Wolfgang Winkler) ermitteln in ihrem 30. gemeinsamen Fall.
Um den Mord an einem sechzehnjährigen Mädchen aufzuklären, geraten Schmücke und Schneider bei ihren Ermittlungen hinter die bürgerlichen Fassaden scheinbar ehrbarer Geschäftsleute.

## Handlung
Anja Wilke, ein junges Mädchen, wird von der Polizei vollkommen verängstigt gefunden. Eine ärztliche Untersuchung zeigt, dass sie vergewaltigt wurde, aber sie kann sich nicht daran erinnern. Da der Drogentest negativ ist, stehen Schmücke und Schneider vor einem Rätsel, denn es gibt keine Erklärung für die Verfassung des Mädchens. Ihr Vater verdächtigt sofort ihren Freund Sven Reif, der in einer WG lebt und seiner Meinung nach nicht der richtige Umgang für seine Tochter ist.
Wenig später finden die Ermittler die Leiche von Sandra Breitmeier, mit der Anja Wilke am Abend eine Diskothek besucht hat. Da das Drogenscreening die Droge GHB nachweist, bestätigt sich der Verdacht der Ermittler, dass auch Anja Wilke diese Droge zu sich genommen haben muss. Ihr Freund sagt aus, dass Anja in der Diskothek, die sie zusammen besucht hatten, an der Bar mit einem fremden Typen sehr viel getrunken habe. So wird der Diskothekenbetreiber befragt, der sich gut an Anja erinnern kann und angibt, dass Anja einem Joe schöne Augen gemacht habe und ihr Freund sie dann energisch weggeholt habe. Nach seiner Erinnerung habe sie aber nur Cola getrunken.
Ein DNA-Test ergibt inzwischen, dass die bei Anja Wilke gefundenen Spermaspuren von vier verschiedenen Personen stammen, darunter auch von ihrem Freund Sven. Dieser wird umgehend festgenommen und die WG durchsucht. Dabei entdecken die Ermittler eine Drogenküche und nehmen daher auch Sven Reifs Mitbewohner Markus und Eddie fest. Allerdings passen die DNA-Ergebnisse nicht zu ihnen.
Mithilfe von Anja und Sven kann ein Phantombild von dem ominösen Joe erstellt werden, woraufhin ein Thorsten Rabe ermittelt werden kann, der über seine Arbeitsstelle einen direkten Zugang zu GHB besitzt, einer Substanz, die in der Möbelindustrie verwendet wird, aber auch als Droge missbraucht werden kann. Des Weiteren hat er nachweislich am Tatabend in seiner Wohnung eine größere Party veranstaltet, die nicht allzu weit vom Fundort der Leiche von Sandra Breitmeier stattgefunden hat. Als Rabe verhaftet werden soll, ist er flüchtig und bereits auf dem Weg zum Flughafen, wo er von einem Auto angefahren wird und vorerst nicht vernehmungsfähig ist. Den Ermittlern ist aber bereits klar, dass Rabe sogenannte „Schneewittchenpartys“ organisiert hat, da sich eindeutige Spuren der beiden Mädchen in Rabes Wohnung finden. GHB ist als Vergewaltigungsdroge bekannt, da sie die Betroffenen willenlos macht. So hat er schon oft Mädchen für diese Partys über Discotheken beschafft und dann seinen Klienten zur Verfügung gestellt.
Auf der Suche nach den Teilnehmern der letzten Party treffen sie auf Rainer Ketelhut, Versicherungsvertreter Harald Lübke und den Unternehmer Edgar Schwerdtfeger, bei denen Schmücke bereits im Zuge der Ermittlungen festgestellt hatte, dass diese drei Männer untereinander gut bekannt und miteinander verstrickt sind. Ausschlaggebend, um den letzten Zweifel auszuräumen, ist der Schuhabdruck von orthopädischen Schuhen, der am Fundort der Leiche gefunden wurde. Rainer Ketelhut trägt solche Schuhe. Des Weiteren hat Schwerdtfeger die Rechnung des Partyservice beglichen. Aufgrund dieser Fakten werden die drei festgenommen. Den Mord an Sandra hat Ketelhut zu verantworten. Als er das Mädchen erkannte, hat er ihr extra noch einmal von der Droge gegeben, damit sie ihn nicht erkennt. Dass sie dabei stirbt, hat er nicht gewollt.

## Hintergrund
Der Polizeiruf 110 Schneewittchen ist eine Produktion der Saxonia Media Filmproduktion im Auftrag des MDR für Das Erste. Als Drehort diente Halle (Saale) in Sachsen-Anhalt.

## Kritik
Die Fernsehzeitschrift TV Spielfilm befand: „Ihr 30. Fall geht eher schnarchig zur Sache“.
Rainer Tittelbach bei Tittelbach.tv schrieb: „In Halle treibt ein Vergewaltiger, der seine Opfer unter Drogen setzt, sein Unwesen – und Schmücke und Schneider sind gefordert. Endlich! Das macht sich auch in der Handlung und der Dramaturgie positiv bemerkbar. Gute Besetzung, effektive Regie, solider Whodunit.“